# Фрасино
Фрасино (итал. Frassino) је насеље у Италији у округу Кунео, региону Пијемонт.
Према процени из 2011. у насељу је живело 172 становника. Насеље се налази на надморској висини од 796 м.

## Становништво
Према резултатима пописа становништва 2011. у општини је живело 290 становника.
| 1936. | 1951. | 1961. | 1971. | 1981. | 1991. | 2001. | 2011. |
| ----- | ----- | ----- | ----- | ----- | ----- | ----- | ----- |
| 1.425 | 1.062 | 856   | 581   | 431   | 387   | 324   | 290   |